# Казачий Хутор
Казачий Хутор — деревня в городском округе город Тула Тульской области в составе Пролетарского территориального округа.

## География
Находится в центральной части Тульской области на расстоянии приблизительно 16 км на восток-юго-восток по прямой от Московского вокзала города Тула.

## История
В конце 1930-х годов здесь было отмечено 12 дворов. До 2014 года деревня входила в Шатское сельское поселение Ленинского района до их упразднения.

## Население
Постоянное население составляло 11 человек (русские 55 %, цыгане 45 %) в 2002 году, 51 в 2010.